# Большой Калу
 Большой Калу  (баш. Оло Ҡалыу) — горный хребет Башкирского (Южного) Урала на востоке и юго-востоке Республики Башкортостан в Ишимбайском и Белорецком районах.

## География
Хребет вытянут по меридиану между рек Малый и Большой Шишеняка (притоки р. Зилим).
Хребет состоит из 3 частей:
- Южная пониженная часть пересечёна ложбинами постоянных и временных водотоков. Здесь расположена столообразная вершина высотой 791 м.
- Центральная часть высокая с крутыми склонами и вершинами с тремя пикообразными выступами высотой 779 м, 821 м и 816 м.
- Северная часть платообразная, с вершиной высотой 812 м.

Общая длина хребта — 30 км, ширина — 4 км, высота — 821 м.
С западных склонов стекают 15 рек — притоков р. Большой Шишеняк.
Ландшафты формируют леса из липы, дуба, ильма и клёна, на крутых склонах хребта — сосна.

## Состав
Хребет сложен из песчаников, алевролитов и сланцев зильмердакской свиты верхнего рифея.